# Против Апатурия
«Против Апатурия» — судебная речь, которую приписывают древнегреческому оратору Демосфену. Она сохранилась в составе «демосфеновского корпуса» под номером XXXIII. Современные исследователи полагают, что в действительности речь написал какой-то другой древнегреческий автор, и датируют её написание эпохой Александра Македонского (336—323 годы до н. э.).